# Howard K. Smith
Howard Smith (Ferriday, 12 maggio 1914 – Bethesda, 15 febbraio 2002) è stato un giornalista, conduttore radiofonico, conduttore televisivo attore statunitense.

## Biografia
Smith nacque a Ferriday, nella Parrocchia di Concordia, nell'est della Louisiana, nelle vicinanze di Natchez, Mississippi.

## Carriera

### Seconda Guerra Mondiale
Dopo gli studi, Smith intraprese la sua carriera giornalistica lavorando per il New Orleans Item, per poi collaborare con la United Press a Londra e con il The New York Times. Nel gennaio 1940 fu inviato a Berlino, dove entrò a far parte del Columbia Broadcasting System sotto la guida di Edward R. Murrow. Durante la sua permanenza in città, visitò il rifugio montano di Hitler a Berchtesgaden e intervistò numerosi leader nazisti di spicco, tra cui lo stesso Hitler, il comandante delle SS Heinrich Himmler e il Ministro della Propaganda Joseph Goebbels.
Smith fu tra gli ultimi giornalisti americani a lasciare Berlino prima dello scoppio del conflitto tra Germania e Stati Uniti. Nel 1942 pubblicò Last Train from Berlin: An Eye-Witness Account of Germany at War, un resoconto delle sue osservazioni nella capitale tedesca nell'anno successivo all'uscita di William L. Shirer, autore del Berlin Diary. L'opera divenne un best-seller negli Stati Uniti e fu ristampata nel 2001, poco prima della sua dipartita.
Smith si affermò come un membro di rilievo dei "Murrow Boys", quel gruppo di giornalisti che contribuì a rendere la CBS l'organizzazione leader nel campo delle notizie trasmesse dell'epoca. Nel maggio 1945 fece ritorno a Berlino per narrare gli eventi relativi alla resa della Germania.

### Dopo la guerra
Nel 1946, Smith si trasferì a Londra per la CBS, dove assunse il ruolo di capo corrispondente europeo. L'anno successivo, nel 1947, intraprese un lungo tour radiotelevisivo che lo portò in gran parte delle nazioni europee, inclusi i paesi situati oltre la Cortina di Ferro.
A partire dall'11 gennaio 1959, Smith svolse il ruolo di moderatore nel programma della CBS Behind the News with Howard K. Smith, incentrato sull'analisi degli eventi di cronaca e sull'importanza delle questioni trattate nelle notizie. Il programma, privo di sponsor, andava in onda ogni domenica dalle 18:00 alle 18:30 (orario della costa orientale).

### Reportage sui diritti civili
Negli inizi degli anni '60, mentre si occupava di coprire le rivolte per i diritti civili a Birmingham, Smith smascherò una cospirazione tra il commissario di polizia Bull Connor e il Ku Klux Klan, volta a picchiare persone di colore e i Freedom Riders. Aveva pianificato di chiudere il suo servizio, intitolato Who Speaks for Birmingham? (in onda il 18 maggio 1961), con una citazione di Edmund Burke: "L'unica cosa necessaria affinché il male trionfi è che gli uomini buoni non facciano nulla", ma gli avvocati della CBS intervennero. Ciò nonostante, il documentario suscitò grandi scalpore, portando la CBS a essere citata in giudizio e la sua stazione televisiva di Birmingham a dissociarsi dalla rete. Poiché il contratto di Smith con la CBS vietava ogni commento editoriale, egli fu sospeso e successivamente licenziato dal presidente della CBS, William S. Paley.

### ABC 1962-1979
Il 5 giugno 1968, durante la copertura delle primarie presidenziali della California, Smith e il collega Bill Lawrence rimasero in onda fino alle 3 del mattino, ora di New York. Mentre scorrevano i titoli di coda dello speciale, giunse la notizia dell'assassinio del senatore Robert F. Kennedy all'Ambassador Hotel di Los Angeles. La ABC mostrò per alcuni minuti un'inquadratura generale della redazione in subbuglio, fino a quando Smith riuscì a confermare la notizia e tornò in onda con un'edizione straordinaria. Lui e Lawrence rimasero al loro posto per ore, fornendo aggiornamenti continui sulle condizioni di Kennedy.
Nell'estate del 1968, Smith fu scelto per moderare una serie di dibattiti trasmessi dalla ABC, in cui si fronteggiavano il giornalista conservatore William F. Buckley Jr. e l'autore liberale Gore Vidal.
Nel 1969 il veterano della cronaca assunse il ruolo di co-conduttore dell'ABC Evening News, inizialmente insieme a Frank Reynolds e, l'anno successivo, affiancato da Harry Reasoner, un altro ex della CBS. In questo periodo, Smith espresse opinioni sempre più conservatrici, sostenendo con decisione la guerra del Vietnam e paragonando la determinazione di Lyndon B. Johnson in quella situazione al fallimento internazionale di prevenire l'ascesa di Hitler.
Durante quel periodo suo figlio, Jack Smith (25 aprile 1945 – 7 aprile 2004), destinato a diventare anch'egli un noto giornalista della ABC, prestava servizio con il 7º Reggimento di Cavalleria dell'esercito statunitense nel Vietnam del Sud, partecipando attivamente alla battaglia di Ia Drang. Queste posizioni lo resero particolarmente apprezzato dal presidente Nixon, il quale nel 1971 gli concesse una rara intervista faccia a faccia della durata di un'ora, in pieno periodo di tensione con i principali media, come CBS e NBC, nonostante Smith avesse trasmesso il suo "necrologio politico" solo nove anni prima.

## Vita privata
Nel 1941, mentre lavorava nella Germania nazista, Smith conobbe la giornalista danese Benedicte Traberg, sua futura moglie. Avendo solo 20 anni all'epoca, Smith dovette recarsi in Danimarca per ottenere il consenso dei genitori, ma la coppia si riunì tre mesi dopo a Berna, in Svizzera. Rimasero sposati fino alla morte di Smith nel 2002. Il loro figlio, Jack, divenne un corrispondente della ABC, distinguendosi con premi come il Peabody e l'Emmy per la sua copertura nel campo della tecnologia. Dopo aver abbandonato il giornalismo per intraprendere una carriera nella Silicon Valley, Jack morì all'età di 58 anni nel 2004, a causa di un cancro al pancreas, nella contea di Marin, in California.